# Додд, Марк
Марк Додд (англ. Mark Dodd; род. 14 сентября 1965, Даллас) — американский футболист, вратарь.

## Карьера

### Молодёжная карьера
Во время обучения в Университете Дьюка в 1985—1988 годах Додд играл за университетскую футбольную команду в Национальной ассоциации студенческого спорта. Помог «Дьюк Блю Девилз» выиграть национальный студенческий чемпионат 1986 года.

### Клубная карьера
После окончания университета Додд играл в шоубол: за клуб «Даллас Сайдкикс» в сезоне MISL 1989/90.
В 1990 году Додд подписал контракт с клубом APSL «Колорадо Фоксес». По итогам сезона 1990 в Конференции WSL был признан самым ценным игроком и был включён в символическую сборную. Выиграл с «Колорадо Фоксес» два чемпионата APSL подряд: в сезонах 1992 и 1993.
6 февраля 1996 года на Инаугуральном драфте MLS Додд был выбран в шестом раунде под общим 53-м номером клубом «Даллас Бёрн». 14 апреля 1996 года защищал ворота в дебютном матче «Даллас Бёрн», соперником в котором был «Сан-Хосе Клэш». По итогам дебютного сезона MLS был назван вратарём года и был включён в символическую сборную. Дважды подряд, в 1996 и 1997 годах, участвовал в матче всех звёзд MLS. Помог «Даллас Бёрн» выиграть Открытый кубок США 1997 года. В сезоне 1999 сыграл только в шести матчах из-за тендинита левого колена. В феврале 2000 года перенёс операцию по восстановлению трёх повреждённых связок правой руки, вследствие чего сезон 2000 полностью пропустил. 1 ноября 2000 года Додд объявил о завершении футбольной карьеры.

### Международная карьера
В составе сборной США Додд занял третье место на Кубке короля Фахда 1992 года.

## Достижения
Командные
 «Колорадо Фоксес»
- Чемпион APSL[англ.]: 1992, 1993

 «Даллас Бёрн»
- Обладатель Открытого кубка США: 1997

 сборная США
- Бронзовый призёр Кубка короля Фахда: 1992

Индивидуальные
- Вратарь года в MLS: 1996
- Член символической сборной MLS: 1996
- Участник матча всех звёзд MLS: 1996, 1997

## Статистика
| Выступление      | Выступление      | Выступление      | Лига | Лига | Плей-офф | Плей-офф | Итого | Итого |
| Клуб             | Лига             | Сезон            | Игры | Голы | Игры     | Голы     | Игры  | Голы  |
| ---------------- | ---------------- | ---------------- | ---- | ---- | -------- | -------- | ----- | ----- |
| Даллас Бёрн      | MLS              | 1996             | 31   | -45  | 3        | -6       | 34    | -51   |
| Даллас Бёрн      | MLS              | 1997             | 30   | -48  | 4        | -3       | 34    | -51   |
| Даллас Бёрн      | MLS              | 1998             | 25   | -42  | 2        | -9       | 27    | -51   |
| Даллас Бёрн      | MLS              | 1999             | 6    | -4   | 3        | -6       | 9     | -10   |
| Даллас Бёрн      | Итого            | Итого            | 92   | -139 | 12       | -24      | 104   | -163  |
| Всего за карьеру | Всего за карьеру | Всего за карьеру | 92   | -139 | 12       | -24      | 104   | -163  |

Источник: MLSsoccer.com